# Milk River
Milk River is een plaats (town) in de Canadese provincie Alberta en telt 816 inwoners (2006).

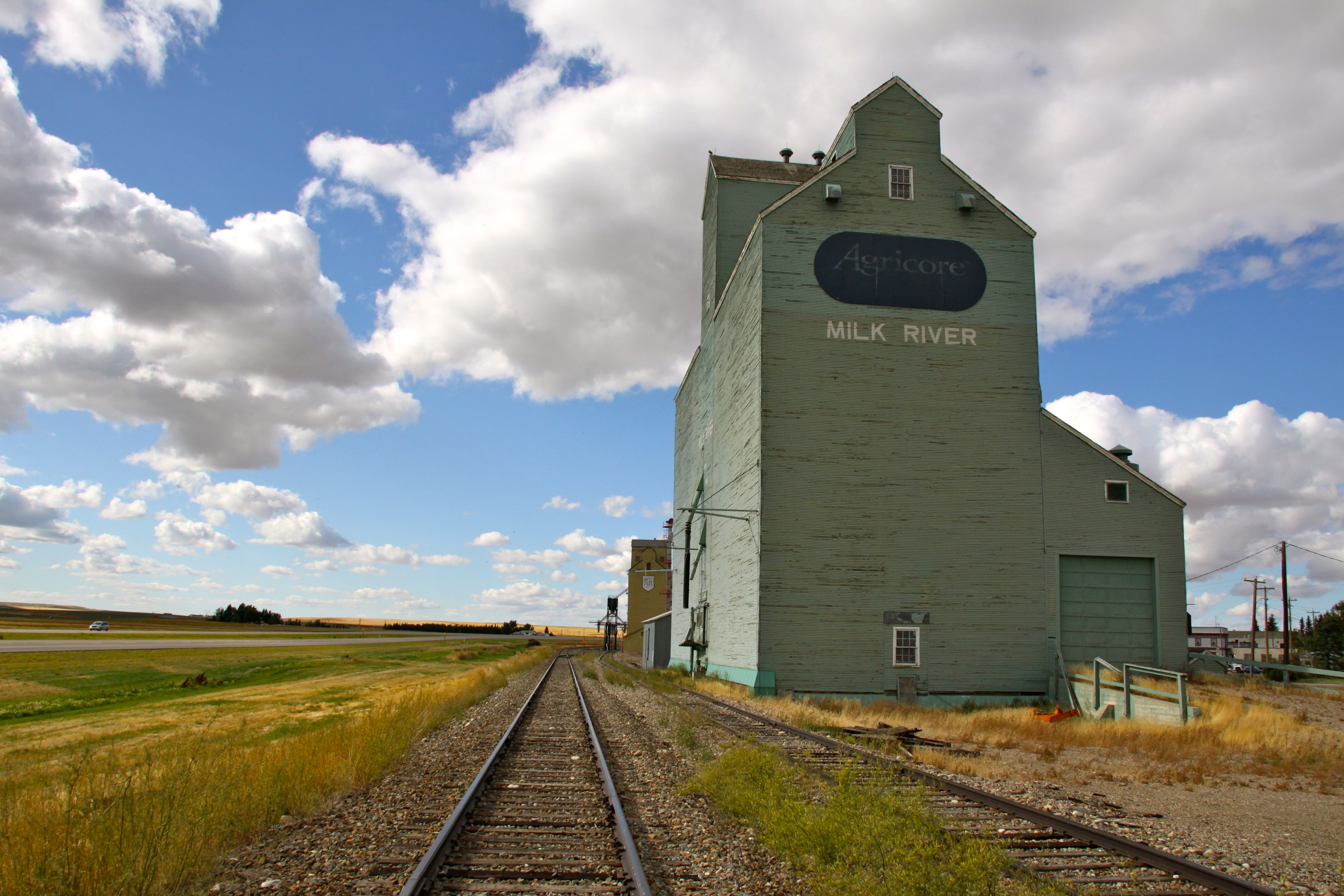
Graansilo in Milk River
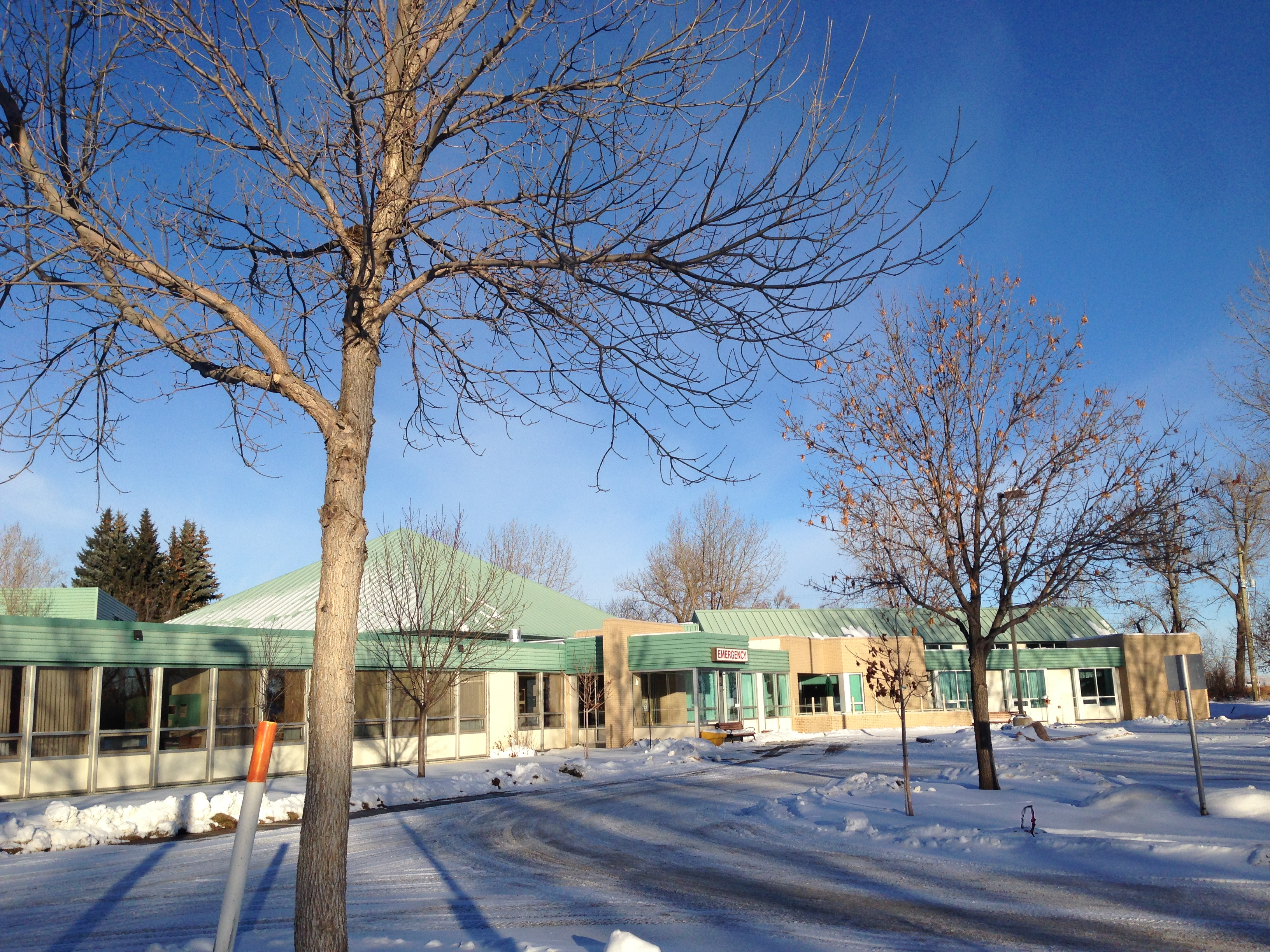
Medisch centrum in Milk River
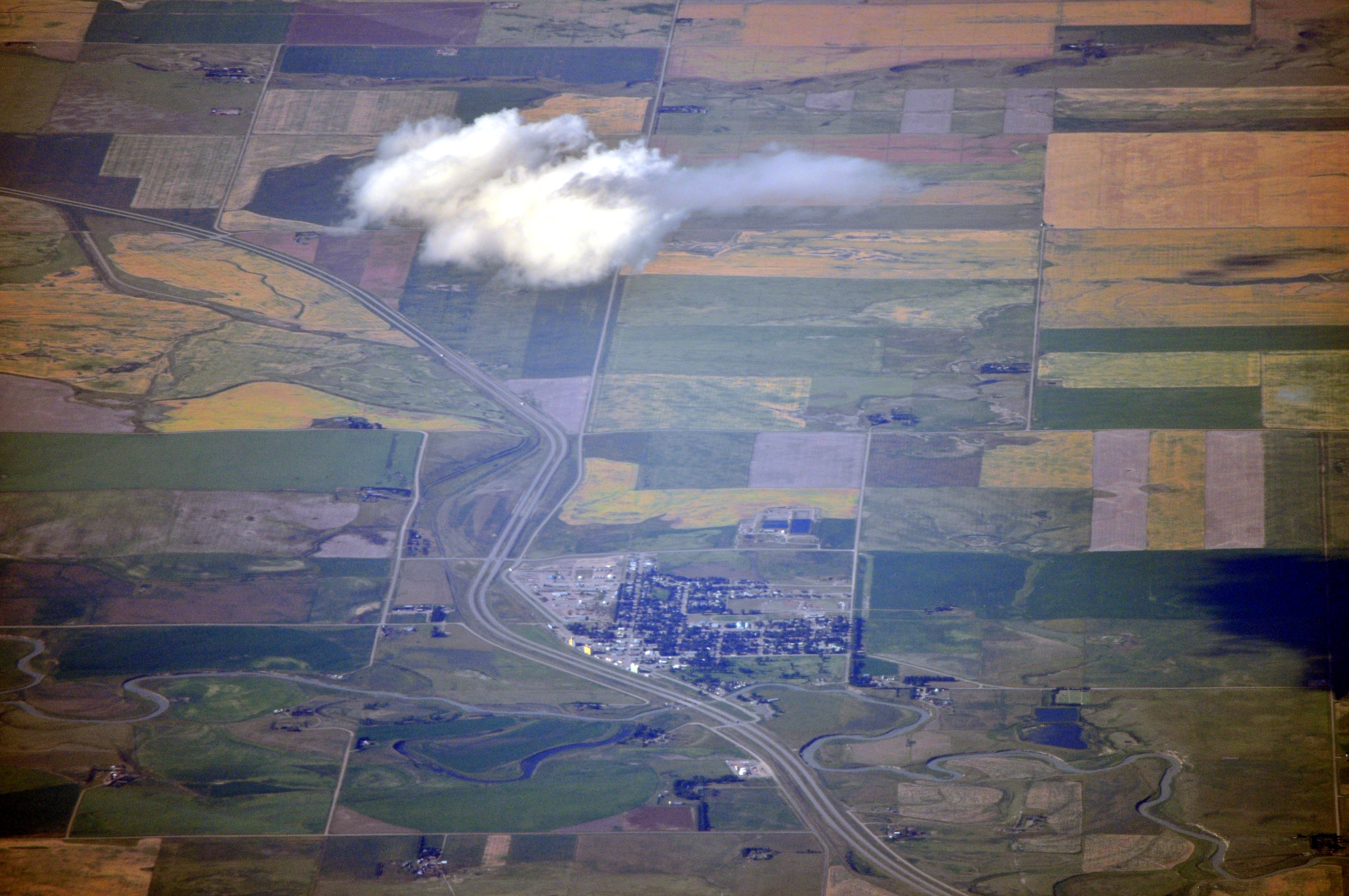
Luchtfoto van Milk River